# Controversia Whitewater
La controversia Whitewater (también conocida como escándalo Whitewater, caso Whitewater o simplemente Whitewater) fue un escándalo político estadounidense durante la década de 1990. Comenzó con una investigación sobre las inversiones inmobiliarias de Bill y Hillary Clinton y sus asociados, Jim McDougal y Susan McDougal, en la Whitewater Development Corporation  (Corporación de Desarrollo Whitewater). Esta empresa fallida fue constituida en 1979 con el propósito de desarrollar propiedades vacacionales en terrenos a lo largo del río White cerca de Flippin, Arkansas.
Un artículo del New York Times de marzo de 1992 publicado durante la campaña presidencial norteamericana de 1992 reportó que los Clinton—entonces gobernador y primera dama de Arkansas— habían invertido y perdido dinero en la Whitewater Development Corporation. El artículo despertó el interés de L. Jean Lewis, una investigadora de la Resolution Trust Corporation que estaba investigando el fracaso de la Madison Guaranty Savings and Loan (Financiera Madison de Préstamos y Ahorros), también propiedad de Jim y Susan McDougal. 
Lewis buscó conexiones entre la compañía de ahorros y préstamos y los Clinton, y el 2 de septiembre de 1992, ella presentó una remisión penal al FBI nombrando a Bill y Hillary Clinton como testigos en el caso de la financiera Madison. El fiscal federal de Little Rock, Charles A. Banks, y el FBI determinaron que la remisión carecía de mérito, pero Lewis continuó con el caso. De 1992 a 1994, Lewis emitió varias remisiones adicionales contra los Clinton y llamó repetidamente a la oficina del Fiscal de los Estados Unidos en Little Rock y al Departamento de Justicia de los Estados Unidos en relación con el caso. Sus referencias se hicieron de conocimiento público, y testificó ante la Comisión del Senado sobre Whitewater en 1994.
David Hale, la fuente de las acusaciones criminales contra los Clinton, afirmó en noviembre de 1993, que Bill Clinton lo había presionado para que proporcionara un préstamo ilegal de $300.000 dólares a Susan McDougal, socia de los Clinton en el negocio de tierras Whitewater. Las acusaciones se consideraron cuestionables porque Hale no había mencionado a Clinton en referencia a este préstamo durante la investigación original del FBI sobre Madison Guaranty en 1989; sólo después de ser acusado él mismo en 1993, Hale hizo acusaciones contra los Clinton.
Una investigación de la Comisión de Bolsa y Valores de los Estados Unidos resultó en condenas contra los McDougal por su papel en el proyecto Whitewater. Jim Guy Tucker, sucesor de Bill Clinton como gobernador, fue declarado culpable de fraude y sentenciado a cuatro años de libertad condicional por su papel en el asunto.
Ni Bill Clinton ni Hillary Clinton fueron procesados, luego de que tres investigaciones separadas encontraron evidencia insuficiente que los vinculara con la conducta criminal de otros relacionados con el negocio de tierras. El caso fue manejado por el Fiscal Independiente para Whitewater, Kenneth Starr. La última de estas pesquisas provino del último Fiscal Independiente, Robert Ray (que reemplazó a Starr) en 2000. Susan McDougal recibió el indulto del presidente Clinton antes de dejar el cargo.

## Historia

### Orígenes de la Corporación de Desarrollo Whitewater

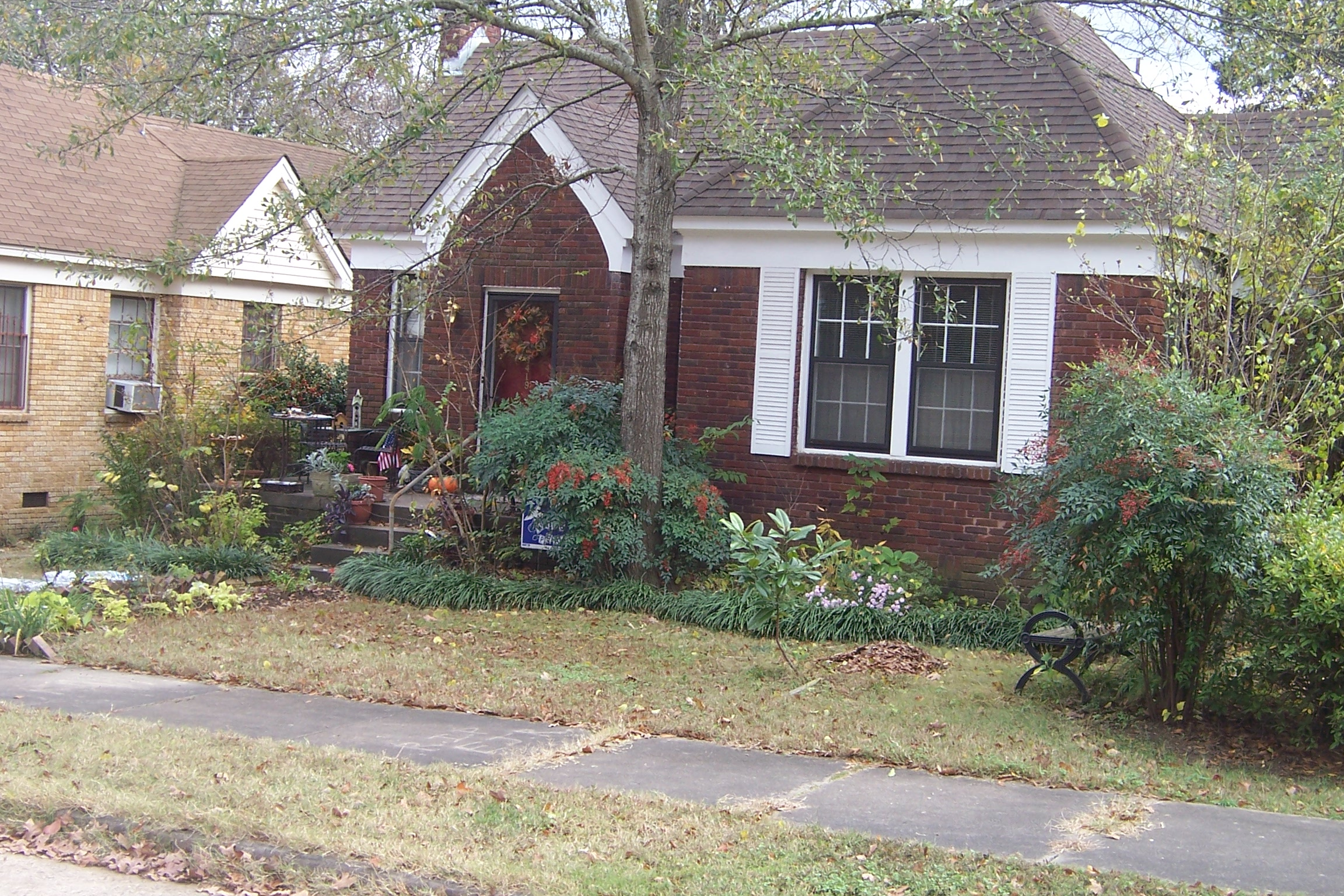
Hillary Rodham y Bill Clinton vivieron en esta casa de 980 pies cuadrados en el vecindario Hillcrest en Little Rock de 1977 a 1979 mientras él era Fiscal General de Arkansas. Las modestas circunstancias de la pareja los llevó a buscar ingreso en otras inversiones.

Bill Clinton conoció al empresario y figura política Jim McDougal desde 1968, y había hecho anteriormente una pequeña inversión estatal real con él en 1977. Clinton and Hillary Rodham estaban buscando formas de complementar su salario de $26,500 como fiscal general de Arkansas (que aumentaría a $35,000 si su campaña como gobernador de Arkansas tenía éxito) y el de ella de $24,500 como asociada del bufete Rose Law Firm. Fue alrededor de este tiempo que Rodham comenzó a comercializar futuros de ganado.
En la primavera de 1978, McDougal propuso que Clinton y Rodham se unieran a él y a su esposa Susan en la compra de 230 acres de tierra sin explotar a lo largo de la orilla de Río Blanco  cerca de Flippin, Arkansas, en la Meseta de Ozark. El objetivo era el de subdividir el sitio en lotes para casas vacacionales, enfocadas por las muchas personas viniendo de Chicago y Detroit que estaban interesados en bajos impuestos de propiedades, pesca, remar, y paisajes montañosos. El plan era el retener las propiedades por algunos años y luego vender los lotes con una ganancia.
Los cuatro tomaron prestados $203,000 para comprar tierra, y subsecuentemente transferir la propiedad de la tierra a la recién creada Corporación de Desarrollo Whitewater, donde los cuatro participantes tenían partes iguales; Susan McDougal eligió el nombre "Estados Whitewater"; su lema de ventas era, "Un fin de semana aquí y no querrás volver a vivir en ningún otro lado." El negocio fue incorporado el 18 de junio de 1979.

### Fallo de la Corporación de Desarrollo Whitewater
Este periodo presentó altas tarifas de interés en general, y para el momento en que estos lotes fueron adquiridos y en consecuencia disponibles para venta al final de 1979, las tarifas habían llegado cerca del 20 por ciento. Los posibles compradores no podían comprar casas vacacionales. En vez de tener pérdidas en el proyecto, los cuatro decidieron esperarse, construyendo una casa modelo y esperando mejores condiciones económicas.

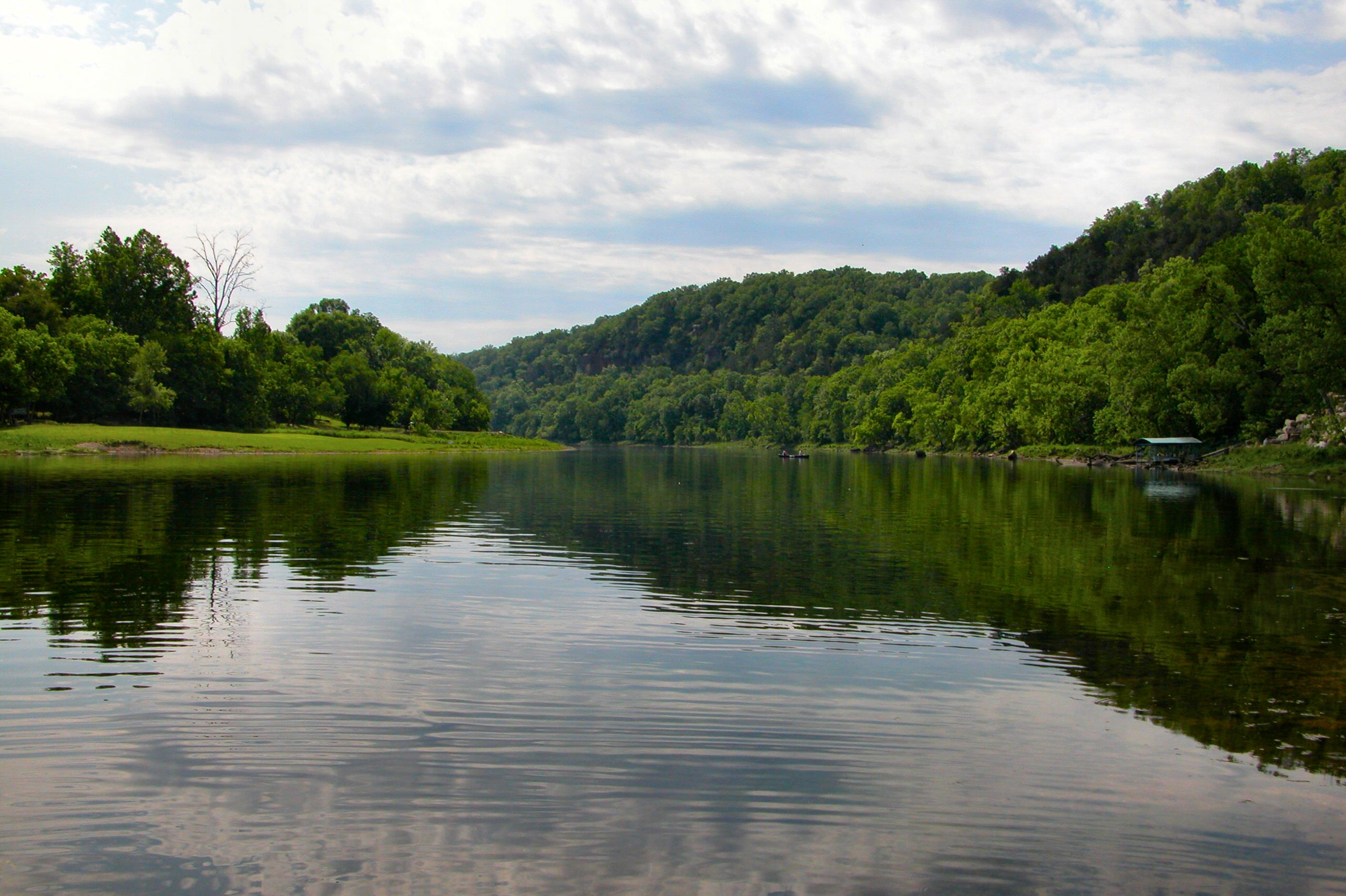
El Río Blanco, cerca de Flippin, Arkansas, y el sitio destinado a las casas vacacionales de la Corporación de Desarrollo Whitewater.

Durante los siguientes años, Jim McDougal pidió a los Clinton cheques para varios pagos de intereses del préstamo y otros gastos; posteriormente los Clinton declararon no tener conocimiento del uso de estas contribuciones. Concurrentemente, Jim McDougal perdió su trabajo como ayudante económico del gobernador cuando Bill Clinton perdió la reelección en 1980. McDougal decidió entrar en la banca entonces, y adquirió el Kingston Bank (Banco Kingston) en 1980 y la Woodruff Savings & Loan (Financiera Woodruff) en 1982 renombrándolos Madison Bank & Trust y Madison Guaranty Savings & Loan (Financiera Madison), respectivamente.
En primavera de 1985, McDougal mantuvo una recaudación de fondos en la oficina de Madison en Little Rock que pagó el resto de la deuda restante de la campaña gubernamental de Clinton de $50,000. McDougal juntó $35,000, y de eso los cheques de caja de Madison reportaron $12,000.
En 1985, Jim McDougal se enfocó en inversiones de construcción residencial, etiquetando al proyecto como Castle Grande. Los 1,000 acres situados en el sur de Little Rock, estaban valuados en $1.75 millones, más de lo que McDougal podía comprar por su cuenta: debido a leyes financieras, McDougla podía pedir prestados hasta $600,000 de su propia financiera Madison. McDougal subsecuentemente involucró a otros para producir los fondos adicionales. Entre estos estaba, Seth Ward, un empleado del banco, quien ayudó a canalizar los $1.5 millones adicionales requeridos. Para evitar investigaciones potenciales, el dinero fue movido a lo largo de otros inversionistas e intermediarios. Hillary Clinton, en ese entonces abogada de la Firma Legal Rose de Little Rock, brindo servicios legales a Castle Grande.
En 1986, su esquema fue revelado por reguladores federales quienes descubrieron que todos los fondos necesarios para este proyecto habían provenido de la Financiera Madison; los reguladores declararon a Castle Grande una farsa. En julio de ese año, McDougal renunció a la Financiera Madison. Seth Ward estuvo en investigación junto con el abogado que lo ayudó a planear el acuerdo. Castle Grande ganó $2 millones en comisiones y cuotas por los asociados de negocio de McDougal, como también una cantidad desconocida de cuotas legales por parte de la firma legas de Hillary Clinton, pero en 1989 colapsó, con un costo para el gobierno de $4 millones. Esto sucesivamente ayudó a provocar el colapso de 1989 de la Financiera Madison, de la cual los reguladores federales debían encargarse. Todo esto tomó lugar en medio de la Crisis de ahorros y préstamos de toda la nación, el fallo de la Financiera Madison le costó a los Estados Unidos $73 millones.
Los Clinton perdieron entre $37,000 y $69,000 en su inversión en Whitewater, una cantidad menor de la que McDougal perdió, por razones inciertas en los reportes de los medios.
Los Clinton declararon haber sido exonerados por el Reporte Pillsbury, un estudio hecho para la Resolution Trust Corporation (una entidad del gobierno), por la firma legal Pillsbury, Madison & Sutro al tiempo que la Financiera Madison era disuelta. En este reporte se mostró que James McDougal, quien había hecho el trato, era el socio a cargo, y Clinton era un inversionista pasivo en el proyecto. Charles Patterson, abogado a cargo en Pillsbury, Madison & Sutro, refutó esa declaración estableciendo que "No era su propósito vindicar, castigar o exculpar".

### La primera contienda de Bill Clinton para presidente
Durante la primera contienda presidencial de Clinton en 1992, fue cuestionado por reporteros del New York Times sobre el fracaso del desarrollo Whitewater, el cual Bill Clinton y Jim McDougal habían comprado originalmente en 1978. El artículo subsecuente del New York Times, por el reportero Jeff Gerth, apareció el 8 de marzo de 1992.

### Sustracción de documentos
Tan solo unas cuantas horas después de la muerte del asesor adjunto de la Casa Blanca Vince Foster en julio de 1993, el asesor en jefe de la Casa Blanca, Bernard Nussbaum, sustrajo documentos de la oficina de Foster, algunos de ellos relacionados con la empresa Whitewater Development Corporation, y se los dio a Maggie Williams, jefa de personal de la primera dama. Según The New York Times, Williams los puso en una caja fuerte en la residencia de los Clinton en el tercer piso de la Casa Blanca, donde permanecieron por cinco días antes de que se los entregara al abogado personal de los Clinton.

### Comparendo de la pareja presidencial

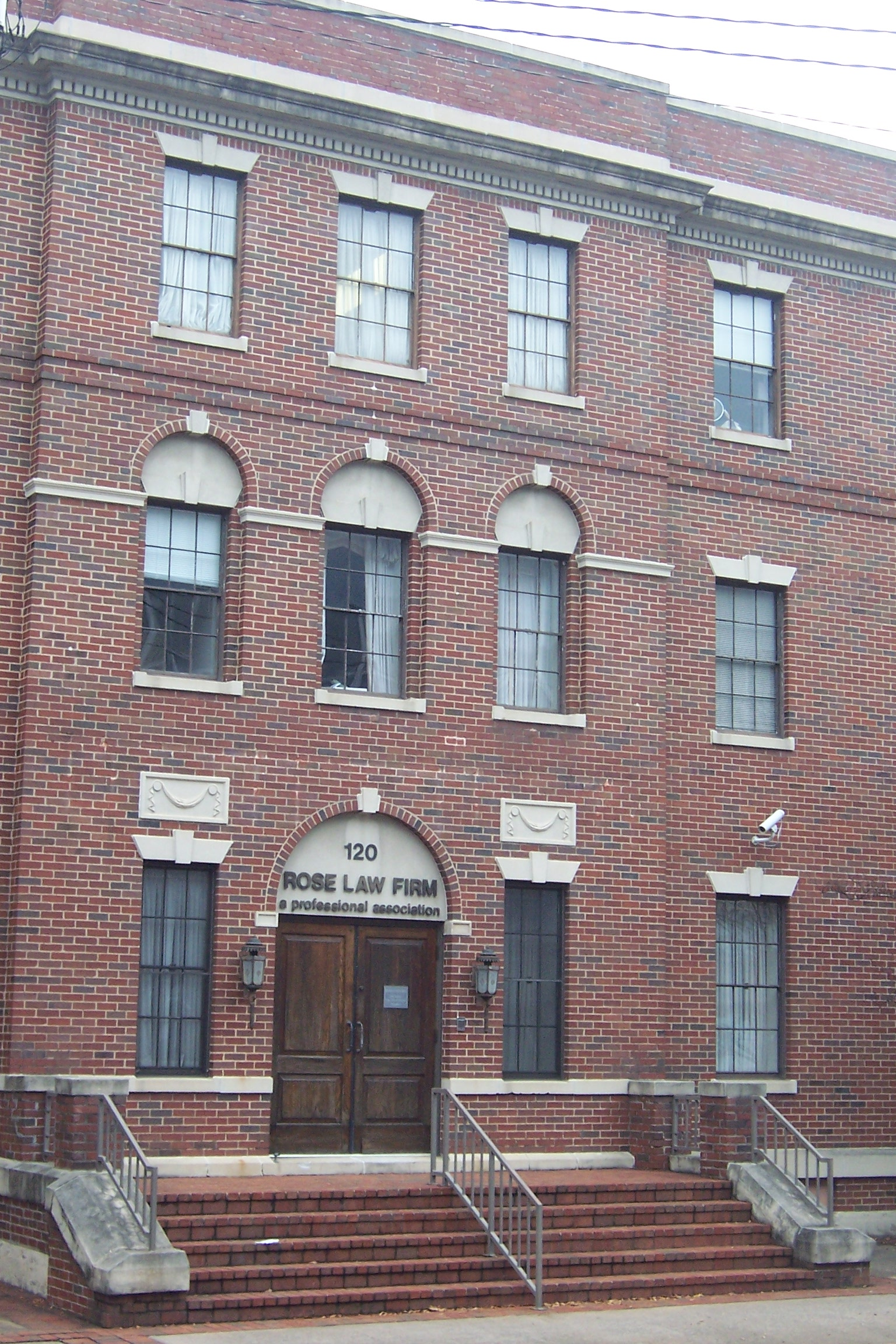
Hillary Rodham Clinton trabajó en el tercer piso de la Firma Legal Rose. Sus registros de facturación de mediados de los ochentas se volverían tema de intriga durante la controveria Whitewater.

Como resultado de lo expuesto en el New York Times, el Departamento de Justicia abrió una investigación del fallido negocio Whitewater. La presión de los medios continuó creciendo, y el 22 de abril de 1994, Hillary Clinton dio una inusual rueda de prensa bajo un retrato de Abraham Lincoln en la Sala del Comedor del Estado de la Casa Blanca, para hablar sobre los cuestionamientos sobre Whitewater y la controversia de la venta futura de ganado; fue transmitido en vivo en varias redes. En dicha rueda ella declaró que los Clinton tenían un rol pasivo en el negocio Whitewater, y que no habían cometido ninguna fechoría, pero admitió que sus explicaciones habían sido imprecisas y que no se opondría en designar a un fiscal especial para investigar dicha materia. Más tarde ella ganó una alabanza de los medios por la forma en la que ella se manejó durante la rueda de prensa; Time la llamó "abierta, franca, pero sobre todo imperturbable... el mensaje real era su actitud y su porte. El tono confiable y su relajada expresión corporal... inmediatamente atrajo críticas aprobatorias". Para ese tiempo había una creciente reacción de los demócratas y otros miembros de la izquierda política contra las investigaciones de la prensa sobre Whitewaterh. El New York Times fue criticado por Gene Lyons de la Harper's Magazine, quien sintió que sus reporteros estaban exagerando el significado y la posible impropiedad de lo que estaban cubriendo.
Como solicitud de Clinton, la fiscal general Janet Reno designó a un fiscal especial, Robert B. Fiske, para investigar la legalidad de las transacciones de Whitewater en 1994. Dos alegaciones salieron a flote: 1) que Clinton había ejercido presión en un hombre de negocios de Arkansas, David Hale, para a hacer un préstamo que lo beneficiara y a los dueños de la Financiera Madison; y 2) que un banco de Arkansas había conciliado transacciones que involucraban a la campaña gubernamental de los Clinton en 1990. En mayo de 1994, el Consejero Independiente Robert Fiske emitió una citación del gran jurado al presidente y su esposa por todos los documentos relacionados con la Financiera Madison, con fecha límite de 30 días. Los Clinton reportaron como perdidos los documentos. Casi dos años después, los documentos citados, específicamente los registros de facturación de la Firma Legal Rose, para la cual Hillary Clinton trabajaba, fueron encontrados en la residencia privada de Clinton en la Casa Blanca por un empleado.

### La investigación Kenneth Starr
En agosto de 1994, Kenneth Starr fue designado por un panel de tres jueces para continuar con la investigación Whitewater, reemplazando a Robert B. Fiske, quien había sido especialmente designado por el fiscal general, previo al re-promulgación de la ley de Consejo Independiente. Fiske fue reemplazado porque había sido elegido y designado por Janet Reno, fiscal general de Clinton, creando un aparente conflicto de interés.
David Hale, testigo clave contra el presidente Clinton en la investigación Starr de Whitewater, alegando en noviembre de 1992 que Clinton, mientras era gobernador de Arkansas, lo presionó para proporcionar un préstamo ilegal de $300,000 para Susan McDougal, socio de los Clinton en el negocio Whitewater.
La defensa estratégica de Hale, propuesta por el abogado Randy Coleman, era presentarse como víctima de políticos de altos mandos quienes lo forzaron a dar todo el dinero. Esta auto-caricatura fue minada por testimonios desde noviembre de 1989, donde los agentes del FBI investigaron el fracaso de la Financiera Madison había cuestionado a Hale sobre sus tratos con Jim y Susan McDougal, incluyendo el préstamo de $300,000. [No fue claro como se le solicitó el préstamo de $300,000 a Hale en, cuando, como indicado anteriormente, Hale proporcionó el préstamo en noviembre de 1992 tres años antes de la entrevista del FBI] De acuerdo con el memorando oficial de esa entrevista, Hale describió en algunos detalles sus tratos con Jim Guy Tucker (en ese momento abogado en práctica privada, después teniente gobernador de Bill Clinton), ambos McDougal, y otros cuantos, pero nunca mencionaron al Gobernador Bill Clinton. Tampoco apareció el nombre de Clinton cuando Hale testificó en el juicio de McDougal de 1990, que acabó en una absolución.
Clinton negó que presionó a Hale a aprobar el préstamo a Susan McDougal. Para este tiempo, Hale ya había sido declarado culpable de dos delitos y asegurado una reducción en su sentencia por su testimonio contra Clinton de los acusadores. Los cargos fueron hechos por los partidarios de Clinton de los que Hale había recibido varios pagos en efectivo de representantes del denominado Proyecto Arkansas, una campaña de $2.4 millones establecida para ayudar en la defensa estratégica de Hale, y para investigar a Clinton y sus asociados entre 1993 y 1997. Estos cargos fueron subsecuentemente el tema de una investigación separada por el exinvestigador del Departamento de Justicia Michael E. Shaheen Jr. Shaheen presentó su reporte en julio de 1999 a Starr, quien resumió los hallazgos en que no había suficiente evidencia de Hale recibiendo pagos en esperanzas en influenciar su testimonio, con tales alegaciones siendo "sin fundamento o, en algunos casos, irreales", y que ningún cargo sería llevado contra el vertedero de Hale o el Proyecto Arkansas, el The American Spectator. Escritores del Salon se quejaron que el reportaje completo sin publicar de 168 páginas, una denujncia aun reiterada por Salon, a partir de 2001.
Los fiscales estatales siguieron adelante y firmaron una orden de arresto contra Hale a inicios de julio de 1996. Cargos criminales presentados por los fiscales acusaban que Hale había hecho falsificaciones a la comisión de seguros estatal sobre la solvencia de una compañía aseguradora de la cual él había sido dueño, National Savings Life. Los fiscales también alegaron en la corte papeles en los que Hale había hecho esas falsificaciones para conciliar el hecho de que había saqueado a la compañía de seguros. Hale declaró que cualquier infracción era un tecnicismo y que ninguno perdió dinero. En marzo de 1999, Hale fue condenado por el primer cargo, con el jurado recomendando una sentencia de 21 días en la cárcel.
Starr redactó un referido juicio político para la Casa de Representantes en el otoño de 1997, alegando que había "evidencia substancial y creíble" de que Clinton tal vez había cometido perjurio en relación con las alegaciones de Hale.
Theodore Olson Bevry, quien con varios socios, lanzó el plan que posteriormente se conoció como el "Proyecto Arkansas", escribió diversos ensayos para el The American Spectator, acusando a Clinton y a muchos de sus asociados de obrar mal. Las primeras de esas piezas aparecieron en febrero de 1994, alegando una amplia variedad de ofensas criminales por los Clinton y otros, incluyendo a Webster Hubbell. Estas alegaciones llevaron al descubrimiento que Hubbell, un amigo de Hillary Clinton y antiguo socio de la firma Legal Rose, había cometido múltiples fraudes, la mayoría contra su propia firma. Hillary Clinton, en vez de ser cómplice en los crímenes de Hubbell, había estado entre sus víctimas. En diciembre de 1994, una semana después de ser declarado culpable de fraude por correo y evasión de impuestos, la Asociada del Consejo de la Casa Blanca, Jane C. Sherburne, creó una "Lista de Tareas" que incluían una referencia a monitorear la cooperación de Hubbell con Starr. Hubbell fue posteriormente grabado en prisión diciendo"Necesito rodar una vez más" refiriéndose al litigio de la Firma Legal Rose. En su siguiente aparición en la corte, él apeló a la Quinta Enmienda a la Constitución de los Estados Unidos contra auto-incirminación.
En febrero de 1997, Starr anunció que abandonaría la investigación para busca una posición en la Universidad de Leyes de Pepperdine. Sin embargo, se "retractó" debido a "crítica intensa", y nueva evidencia de mala conducta sexual.
Para abril de 1998, distraídos por el floreciente escándalo Lewinsky, las investigaciones en Arkansas estaban terminando, con el gran jurado por expirar el mes siguiente. Hubbell, Jim Guy Tucker, y Susan McDougal se habían rehusado a cooperar con Starr. Tucker y McDougal fueron posteriormente otorgados el perdón por el presidente Clinton. Cuando el gran jurado de Arkansas concluyó su trabajo en mayo de 1998, después de 30 meses en el panel, solo llegó a una acusación de rebeldía contra Susan McDougal. A pesar de que se rehusó a testificar bajo juramento acerca de la involucramiento de los Clinton en Whitewater, Susan McDougal hizo el caso público que los Clinton habían sido honestos en su reporte del préstamo, y que ponía en duda los motivos de su exesposo por cooperar con Starr. Ella también declaró que James McDougal se sintió abandonado por Clinton, y que le dijo que "él iba a cobrarle a los Clinton". Ella también declaró a la prensa, otra vez pero no bajo juramento, que su esposo le había dicho que el activista Republicano y abogado de Little Rock, Sheffield Nelson, estaba dispuesto a "pagarle algún dinero" para que hablara al New York Times sobre Clinton, y en 1992, le dijo que, uno de los enemigos políticos de Clinton le estaba pagando para que le dijera al e New York Times sobre Whitewater.
Desde el inicio, Susan MCDougal acusó que Starr le ofreció "inmunidad global" de otros cargos, si ella cooperaba con la investigación Whitewater. McDougal le contó al jurado que el rehusarse a contestar cualquier pregunta sobre los Clinton y Whitewater no fue fácil para ella, o su familia .Mc Dougal le dijo a la corte "Ha sido un largo camino, un muy largo camino... y no fue una decisión fácil de hacer". McDougal se rehusó a contestar cualquier pregunta bajo palabra, llevándola a ser encarcelada por el juez por resistencia contra la autoridad por 18 meses máximo, incluyendo 8 meses en aislamiento. La acusación subsecuente de Starr contra McDougal por rebeldía resultó en una votación del jurado de 7 a 5, en favor de la absolución. El presidente Clinton le otorgó el perdón posteriormente , poco antes de abandonar su oficina.
En septiembre de 1998, el Consejo Independiente de Starr lanzó un Reporte Starr, sobre las ofensas alegadas de haber sido cometidas por el presidente Clinton, como parte del escándalo Lewinsky, mencionó Whitewater sólo de pasada , a excepción de una referencia de su desde hace mucho tiempo amigo y consejero de Clinton , Vernon Jordan , que había tanto tratado de encontrar un trabajo a Monica Lewinsky después de su retirada de las prácticas de la Casa Blanca y trató de ayudar a Webster Hubbell económicamente con " no- mostrar " los contratos de consultoría, mientras que él estaba bajo presión para cooperar con las investigaciones de Whitewater. En efecto, era sobre esta base que Starr tomó la investigación de Lewinsky, bajo el paragues del Consejo Independiente de Whitewater en primer lugar.
Hubo mucha acritud de los críticos más fervientes de los Clinton , después de la liberación del informe Starr sobre el asunto Foster y después de la salida y regreso de Starr al caso La muerte de Foster había sido fuente de muchas terías de conspiración. Christopher Ruddy, un reportero del  Pittsburgh Tribune-Review del crítico de Clinton, Richard Mellon Scaife, ayudó a alimentar mucha de esta especulación con declaraciones que Starr no había seguido esta línea de investigación lo suficiente.

### Reacciones de los Clinton
El 26 de enero de 1996, Hillary Clinton testificó ante un gran jurado encargado de sus inversiones en Whitewater. Ésta fue la primera vez en la historia de América que una primera dama había sido citada para testificar ante un gran jurado. Ella testificó que ellos nunca tomaron algún dinero del banco, y negó haber hecho que alguien tomara el dinero en su favor. A lo largo del curso de la investigación, quince individuos—incluyendo a Jim y Susan McDougal, el consejero de la Casa Blanca Webster Hubbell, y el Gobernador de Arkansas Jim Guy Tucker—fueron condenados por cargos federales. Aparte de Jim McDougal, ninguno de los condenados aceptó cooperar con los investigadores de Whitewater, y Clinton le otorgó el perdón a cuatro de ellos en el final de su presidencia.

### Reacción del Senado y el Congreso
Paralelo a la investigación del Consejo Independiente, ambas casas del Congreso de los Estados Unidos habían estado investigando Whitewater y celebrando audiencias. El Comité de la Cámara de Servicios Financieros de los Estados Unidos había sido agendado para iniciar las audiencias a finales de marzo de 1994, pero fueron pospuestas un par de días antes después de un comunicado escrito de forma molesta del líder del Comité Bancario Democrático Henry B. González al Republicano Jim Leach en el cual llamó a Leach "obstinado", "obstinado", "haciendo caso omiso intencional" con etiqueta de la "Casa", y "premeditadamente"  conspirando una "aventura judicial". El Comité de la Cámara de Servicios Financieros inició en ese momento las audiencias a finales de julio de 1994.
El Comité del Senado de Banca, Vivienda y Asuntos Urbanos también empezó las audiencias sobre Whitewater en julio de 1994; Estas se intensificaron en mayo de 1995, siguiendo la adquisición del control por parte de los Republicanos, cuando el Comité Especial Whitewater se formó,  con el presidente del Comité Bancario Republicano, Al D'Amato, siendo también presidente del comité especial con Michael Chertoff siendo consejero presidencial.Las audiencias del comité fueron más extensas que las llevadas previamente por los Demócratas, en marcha por 300 horas en 60 sesiones a través de 13 meses, encargándose de 10,000 páginas de testimonio y 35,000 páginas de declaraciones de casi 250 personas; muchos de estos indicios fueron grabaciones. El testimonio de las audiencias y líneas de investigación del senado siguieron mayormente líneas partidistas, con Republicanos investigando al Presidente y los Demócratas defendiéndolo. El Comité Especial del Senado emitió un reporte de 800 páginas el 18 de junio de 1996, que solamente hizo referencia a una posible acción impropia del Presidente Clinton, pero habló de la Administración Clinton como "una presidencia americana que usó mal su poder, que burló los límites de su autoridad y que intentó manipular la verdad". La primera dama obtuvo una mayor crítica, ya que era la "figura central" en todos los aspectos de las fechorías alegadas. La minoría democrática en el Comité ridiculizó estos hallazgos como una "farsa legislativa", "una caza de brujas", y "un juego político".
El 19 de noviembre de 1998, el Consejo Independiente Starr testificó antes que el Comité Judicial en relación con la acusación de Bill Clinton de cargos relacionados con el escándalo Lewinsky. Aquí, Starr mencionó que a finales de 1997 se había acercado para preparar un reporte acusatorio relacionado con Whitewater, en particular relacionado al préstamo fraudulento de $300,000 para Susan McDougal, y a si el presidente había testificado honestamente acerca del préstamo. Starr dijo que había aguantado los cargos debido a no estar seguro de la confiabilidad de los dos testigos mayores, pero que la investigación aun seguía en marcha. Sobre la reaparición de los registros de facturación de la Firma Legal Rose de Hillary Rodham Clinton en la zona residencial de la Casa Blanca, Starr mencionó que la investigación no había descubierto alguna explicación por la desaparición o aparición: "Tras una investigación minuciosa, no hemos descubierto alguna explicación de como los registros de facturación llegaron a donde estaban o por qué no fueron descubiertos y producidos antes. Continuo como un misterio hasta este día." Starr también eligió esta ocasión para exonerar completamente al presidente Clinton de cualquier mal acto en los asuntos Travelgate y Filegate; Demócratas en el comité inmediatamente criticaron a Starr por retener estos hallazgos, como también el de Whitewater, hasta después de las elecciones del Congreso de 1998.

## Convicciones
Los Clinton nunca tuvieron cargos, pero otras 15 personas fueron condenadas por más de 40 crímenes, incluyendo al sucesor de Bill Clinton como gobernador, quien fue removido del cargo.
- Jim Guy Tucker: Gobernador de Arkansas en ese tiempo, removido del cargo (fraude, 3 demandas)
- John Haley: abogado de Jim Guy Tucker (Evasión de impuestos)
- William J. Marks, Sr.: socio de negocios de Jim Guy Tucker (Conspiración)
- Stephen Smith: antiguo ayudante del gobernador Clintonformer Governor Clinton aide (conspiración para fondos mal aplicados). Bill Clinton le otorgó el perdón.
- Webster Hubbell: partidario político de Clinton; socio de la Firma Legal Rose (malversación, fraude)
- Jim McDougal: banquero, partidario político de Clinton: (18 delitos, variados)
- Susan McDougal: partidaria político de Clinton (fraude múltiple).  Bill Clinton le otorgó el perdón.
- David Hale: banquero, autoproclamado simpatizante político de Clinton: (conspiración, fraude)
- Neal Ainley: presidente del Banco del Condado Perry (malversó fondos bancarios para la campaña de Clinton)
- Chris Wade: agente de bienes raíces de Whitewater (fraude de múltiples de préstamos). Bill Clinton le otorgó el perdón.
- Larry Kuca: Madison agente de bienes raíces (fraude de múltiples de préstamos)
- Robert W. Palmer: tasador de Madison (conspiración). Bill Clinton le otorgó el perdón.
- John Latham: CEO del Banco Madison (fraude bancario)
- Eugene Fitzhugh: withholding (soborno múltiple)
- Charles Matthews: acusado de Whitewater (soborno)

## Devolución de impuestos
En marzo de 1992, durante su campaña presidencial, los Clinton admitieron que en si devolución de impuestos de 1984 y 1985, ellos habían declarado deducciones fiscales  impropias por pagos de interés hechos por la Compañía de Desarrollo Whitewater y no ellos personalmente. Dado por la edad del error, los Clinton no fueron obligados a hacer bueno el error, pero Bill Clinton anunció que en todo caso lo harían.
El asesor adjunto de la Casa Blanca Vince Foster indagó sobre este tema, pero no tomó alguna acción antes de su muerte. Casi dos años del anuncio original. Casi dos años desde que el anuncio original pasara, el 28 de diciembre de 1993, los Clinton hicieron un reembolso, por $4,900, al Internal Revenue Service. Esto fue hecho justo antes de que los investigadores del Departamento de Justicia empezaran a buscar los archivos de los Clinton de Whitewater. El pago fue hecho sin presentar una declaración enmendada (posiblemente porque el periodo de 3 años para la presentación de la declaración había expirado), pero incluía interés completo en el monto en error, incluyendo el retardo adicional de dos años. Los archivos de Whitewater en cuestión , hechos públicos en agosto de 1995, lanzaban una duda sobre las afirmaciones de los Clinton sobre el tema, ya que mostraban que la pareja estaba al tanto que los pagos de interés en cuestión eran por la corporación Whitewater y no por ellos personalmente.

## Reporte Ray
El sucesor de Kenneth Starr como Consejero Independiente, Robert Ray, lanzó un reporte en septiembre de 2000 que declaraba "Esta oficina determinó que la evidencia era insuficiente para presentarse más allá de una duda razonable a un jurado que o el presidente o la sra. Clinton participaron conscientemente en cualquier conducta criminal." No obstante, Ray critica a la Casa Blanca en una declaración que se refiere a la liberación del reporte, diciendo que los retardos en la producción de evidencia y las "litigaciones infundadas" por los abogados del presidente impidieron severamente el progreso, llevando a un costo de cerca de $60 millones. El reporte de Ray cierra efectivamente la investigación de Whitewater.

## Epílogo
Bill y Hillary Clinton nunca visitaron la propiedad Whitewater. En mayo de 1985, Jim McDougal había vendido los lotes restantes de la fallida Corporación de Desarrollo Whitewater al corredor local Chris Wade. Para 1993, había una pocas casas ocupadas en el sitio, pero mayormente solo había letreros de "En venta"; tras el hervidero de Whitewater los reporteros hicieron una excursión ahí, un dueño portaba un letrero que decía "Váyanse a casa, idiotas." Para 2007, había doce casas en la subdivisión, con el último lote a la venta por parte de Chris Wade, Jr., por $25,000. En Flippin, los bancos de ahorro y préstamo de Jim McDougal's fueron reemplazados por una variedad de pequeños negocios.
La extensión, costo, y resultados de las investigaciones Whitewater volvieron al público contra la Oficina del Consejo Independiente; incluso Kenneth Starr se opuso. En particular, los demócratas retrataron a Whitewater como una cacería política de brujas, tanto como los republicanos lo hicieron al final de las investigaciones Irán-Contra de los ochenta. Como consecuencia, la ley del Consejo Independiente expiró en 1999. En realidad, nadie acabó feliz con la investigación Whitewater; los demócratas sintieron que las investigaciones eran un cacería política de brujas, los republicanos estaban frustrados ya que ambos Clinton escaparon de los cargos formales, y aquellos sin participación partidista encontraron cobertura de la prensa sobre Whitewater, que se extendió cuatro décadas, difícil de entender.